# Novi Varoš
Novi Varoš falu Horvátországban, Bród-Szávamente megyében. Közigazgatásilag Ógradiskához tartozik.

## Fekvése
Bródtól légvonalban 62, közúton 71 km-re nyugatra, Pozsegától   légvonalban 39, közúton 53 km-re délnyugatra, községközpontjától 5 km-re északnyugatra, Nyugat-Szlavóniában, a Száva és a Psunj-hegység közötti síkságon, az Ógradiskáról Okucsányra vezető út mentén fekszik.

## Története
A település keletkezésének előzménye az volt, hogy a Száva bal partján, a mai Ógradiska helyén álló várat lebontották és a helyére hét bástyával és egy négyzetes toronnyal erősített modern erődöt építettek. Az erőd építésekor a régi Gradiska területén élt lakosságot az újonnan létesített falvakba, Donji, Gornji és Novi Varošba telepítették át. Először Donji és Gornji Varošt alapították meg, de ekkor az erőd területén még mintegy negyvenen, főként kézművesek és kereskedők maradtak. Amikor 1785-ben II. József az erődöt meglátogatta elrendelte, hogy az erődben maradókat telepítsék onnan ki és új települést építsenek a számukra. Így kerültek ezek a családok az Okucsányra vezető út mellett létesített, Novi Varošnak nevezett településre, ahol házaikat felépítették.
Az első katonai felmérés térképén „Dorf Neu Varosh” néven található. Lipszky János 1808-ban Budán kiadott repertóriumában „Novivarosh” néven szerepel. 
Nagy Lajos 1829-ben kiadott művében „Novi Városch” néven 30 házzal, 166 katolikus vallású lakossal találjuk. A katonai közigazgatás megszüntetése után Pozsega vármegyéhez csatolták.
1857-ben 248, 1910-ben 509 lakosa volt. Az 1910-es népszámlálás szerint lakosságának 86%-a horvát, 14%-a szerb anyanyelvű volt. Pozsega vármegye Újgradiskai járásának része volt. Az első világháború után 1918-ban az új szerb-horvát-szlovén állam, majd később (1929-ben) Jugoszlávia része lett. A település 1991-től a független Horvátországhoz tartozik. 1991-ben lakosságának 69%-a horvát, 18%-a szerb, 7%-a jugoszláv nemzetiségű volt. A délszláv háború előtt még öt vendéglátóhely is volt a településen. A háború során a település már a háború elejétől fogva szerb kézen volt és teljesen lerombolták. 1995. május 2-án a „Bljesak-95” hadművelet második napján foglalta vissza a horvát hadsereg. A háború után teljesen újjá kellett építeni. Ma étterem és panzió, valamint benzinkút is működik a településen. 2011-ben a településnek 204 lakosa volt.

## Lakossága
| Lakosság változása | Lakosság változása | Lakosság változása | Lakosság változása | Lakosság változása | Lakosság változása | Lakosság változása | Lakosság változása | Lakosság változása | Lakosság változása | Lakosság változása | Lakosság változása | Lakosság változása | Lakosság változása | Lakosság változása | Lakosság változása |
| ------------------ | ------------------ | ------------------ | ------------------ | ------------------ | ------------------ | ------------------ | ------------------ | ------------------ | ------------------ | ------------------ | ------------------ | ------------------ | ------------------ | ------------------ | ------------------ |
| 1857               | 1869               | 1880               | 1890               | 1900               | 1910               | 1921               | 1931               | 1948               | 1953               | 1961               | 1971               | 1981               | 1991               | 2001               | 2011               |
| 248                | 316                | 325                | 398                | 401                | 509                | 525                | 466                | 410                | 512                | 455                | 381                | 353                | 318                | 181                | 204                |

## Nevezetességei
Urunk Színeváltozása tiszteletére szentelt római katolikus kápolnáját 1991-ben a JNA és a szerb szabadcsapatok lerombolták.
Szent István első vértanú tiszteletére szentelt római katolikus kápolnája 1989-ben épült. 1991. szeptember 5-én JNA és a szerb szabadcsapatok lerombolták. A háború után az eredeti tervek alapján újjáépítették.